# Trần Tường (diễn viên sinh năm 1955)
Trần Tường có tên đầy đủ là Trần Bá Tường (1955 – 2022) là diễn viên kịch nói và điện ảnh người Việt Nam. Ông từng giữ các chức vụ Chủ tịch Hội Nghệ sĩ sân khấu Hải Phòng, Trưởng Đoàn Kịch nói Hải Phòng.
Trần Tường được biết đến là người đầu tiên đóng vai Cảnh sát hình sự của điện ảnh Việt Nam. Ông có khoảng 40 vai diễn Công an cả ở lĩnh vực sân khấu và phim ảnh. Năm 1997, ông được phong Nghệ sĩ ưu tú.

## Cuộc đời
Trần Tường sinh năm 1955 tại Hải Phòng.
Năm 1974, mặc dù Trần Tường trúng tuyển lớp diễn viên Trường Điện ảnh Việt Nam khóa 2, nhưng ông không theo học mà xin về Đoàn kịch Hải Phòng.
Năm 1978, Xưởng phim Bộ Nội vụ sản xuất bộ phim điện ảnh Kế hoạch P76 do Châu Huế đạo diễn, đoàn làm phim đã đến Đoàn Kịch nói Hải Phòng để tuyển diễn viên, diễn viên Hoài Thu - vợ của Trần Tường - được chọn vào vai nữ chính Thanh Tâm, sau này được đổi sang vai phản diện Lệ Dung. Khi thấy Trần Tường đến đón vợ, đạo diễn Châu Huế đã ấn tượng với vẻ ngoài của ông và cho ông thử vai. Trần Tường lúc này là học viên của Đoàn kịch Hải Phòng nhưng đang trong thời gian thực hiện nghĩa vụ, là lái xe quân đội đóng quân ở Hà Nội.
Ông từng giữ chức Chủ nhiệm Câu lạc bộ sân khấu "Biển hẹn" thuộc Hội nghệ sĩ Sân khấu Hải Phòng. Câu lạc bộ được thành lập vào tháng 4 năm 2017, vở kịch "Hoạn Thư ghen" do ông đạo diễn, với diễn xuất của các thành viên Câu lạc bộ đã giành được một Huy chương Bạc cho tiết mục và một cho diễn viên nữ chính, nghệ sĩ Hoài Thu, tại Liên hoan Sân khấu kịch nói toàn quốc năm 2021.
Trần Tường đột ngột qua đời vì bạo bệnh ngày 3 tháng 12 năm 2022.

## Gia đình
Trần Tường kết hôn với bạn diễn, nghệ sĩ Hoài Thu (Quản Hoài Thu). Ông tình cờ thấy bà qua bức hình của một tiệm ảnh và nhận ra bà là diễn viên trong một lần đi xem kịch. Trần Tường sau đó xin vào Đoàn kịch Hải Phòng cũng để được theo đuổi bà.
Sau khi về hưu, hai ông bà được các đoàn làm phim trong nước mời tham gia, hai người từng đóng chung trong một số bộ phim như: Nơi trái tim ở lại, Chuyện xứ dừa, Bản di chúc bí ẩn, Mỹ nhân Sài thành.

## Các vai diễn

### Điện ảnh
| Năm  | Tựa đề                 | Vai diễn                       | Đạo diễn                                   | Dạng phim            | Chú thích |
| ---- | ---------------------- | ------------------------------ | ------------------------------------------ | -------------------- | --------- |
| 1978 | Kế hoạch P76           | Hoàng Vinh                     | Châu Huế                                   | Điện ảnh             |           |
| 1983 | Vụ án đêm cuối năm     | Đại úy Tùng                    | Châu Huế                                   | Điện ảnh             |           |
| 1992 | Truy lùng bang quỷ gió | Trưởng phòng Công an thành phố | Tự Huy                                     | Điện ảnh             |           |
| 1995 | Mảnh đời của Huệ       | Hải                            | Phi Tiến Sơn                               | Ngắn tập             |           |
| 1998 | Nọc độc                | Ông Năm                        | Lê Đức Tiến                                | Điện ảnh truyền hình |           |
| 2000 | Xóm bờ sông            | Chủ tịch thành phố             | Nguyễn Hữu Mười                            | Ngắn tập             |           |
| 2000 | Sóng ở đáy sông        | Giám thị trại giam             | Lê Đức Tiến                                | Ngắn tập             |           |
| 2003 | Những người lính biển  | Tư lệnh hải quân trong         | Trần Vịnh                                  | Ngắn tập             |           |
| 2007 | Gia đình thợ mỏ        |                                | Phạm Thanh Phong                           | Ngắn tập             |           |
| 2012 | Chuyện xứ dừa          |                                | Đặng Lưu Việt Bảo                          | Dài tập              |           |
| 2013 | Nơi trái tim ở lại     |                                | Lê Cung Bắc                                | Dài tập              |           |
| 2013 | Bản di chúc bí ẩn      | Hoàng Uy                       | Nguyễn Lê Phong                            | Dài tập              |           |
| 2013 | Đến từ giấc mơ         |                                | Tất Bình, Nguyễn Thế Vinh, Nguyễn Hoài Thu | Dài tập              |           |
| 2018 | Vòng vây hoa hồng      |                                | Đặng Lưu Việt Bảo                          | Dài tập              |           |
| 2011 | Huyền sử thiên đô      | Thiền sư Vạn Hạnh              | Tất Bình, Phạm Thanh Phong                 | Dài tập              |           |
| 2014 | Con gái vị thẩm phán   | Trọng Toàn                     | Đỗ Phú Hải                                 | Dài tập              |           |
| 2015 | Yêu không dễ           |                                | Nguyễn Minh Cao                            | Dài tập              |           |
| 2017 | Điệp khúc tình         | Phong                          | Đặng Lưu Việt Bảo                          | Dài tập              |           |
| 2018 | Mỹ nhân Sài Thành      | Ông Lâm Thành                  | Lê Cung Bắc                                | Dài tập              |           |

### Sân khấu
| Năm ra mắt | Vở kịch                  | Vai diễn              | Đạo diễn  | Chú thích   |
| ---------- | ------------------------ | --------------------- | --------- | ----------- |
| 2000       | Khoảnh khắc mong manh    | Trung tá Đảm          | Hữu Ước   | [ 5 ] [ 8 ] |
|            | Linh hồn thiếu phụ       | Trưởng Công an phường | Ngọc Thủy |             |
|            | Mùa hè ở biển            | Quân                  |           |             |
|            | Phong tỏa                | Trọng                 |           |             |
|            | Yêu là thoát tội         | Thái úy Nguyễn        |           |             |
| 2018       | Duyên phận               |                       | Có        |             |
| 2021       | Hoạn Thư ghen            |                       | Có        |             |
| 2017       | Cùng Bolero “Duyên phận” |                       | Có        |             |

## Giải thường
| Năm  | Sự kiện                                   | Tác phẩm      | Đề cử      | Kết quả         | Vai trò / vai diễn | Chú thích |
| ---- | ----------------------------------------- | ------------- | ---------- | --------------- | ------------------ | --------- |
| 1995 | Hội diễn sân khấu chuyên nghiệp toàn quốc | Phong tỏa     | Trần Tường | Huy chương Vàng | Trọng              | [ 4 ]     |
| 2021 | Liên hoan Sân khấu kịch nói toàn quốc     | Hoạn Thư ghen | (vở kịch)  | Huy chương Bạc  | Đạo diễn           | [ 1 ]     |

Trong sự nghiệp của mình, Trần Tường đã giành đươc 3 huy chương vàng Hội diễn sân khấu chuyên nghiệp toàn quốc, 4 huy chương vàng Liên hoan Sân khấu chuyên nghiệp miền Duyên hải phía Bắc.